# Euopius tambourinicus
Euopius tambourinicus är en stekelart som beskrevs av Fischer 1988. Euopius tambourinicus ingår i släktet Euopius och familjen bracksteklar. Inga underarter finns listade i Catalogue of Life.